# Звездани град
Звездани град (рус. Звёздный городок) је место североисточно од Москве у Русији. Ту се налази центар за образовање и обуку руских (раније совјетских) космонаута (рус. Центр подготовки космонавтов имени Ю. А. Гагарина). Од 1960-их овде су се припремали сви космонаути који су путовали у свемир.
У центру се налази највећа центрифуга у свету, изграђена 1980, која са 36 окрета у минути може да изазове силе до 12 g. Ту је и базен (дубок 12 метара, широк 20) у коме будући космонаути вежбају у условима бестежинског стања. За време Совјетског Савеза овај град је држан у строгој тајности. И данас је окружен зидом и шумом. Ту живе космонаути са својим породицама, а приступ је могућ само уз посебну војну дозволу. Поред града постоји велики аеродром.

## Становништво
| 2010. |
| ----- |
| 6,332 |